# 씨즐러

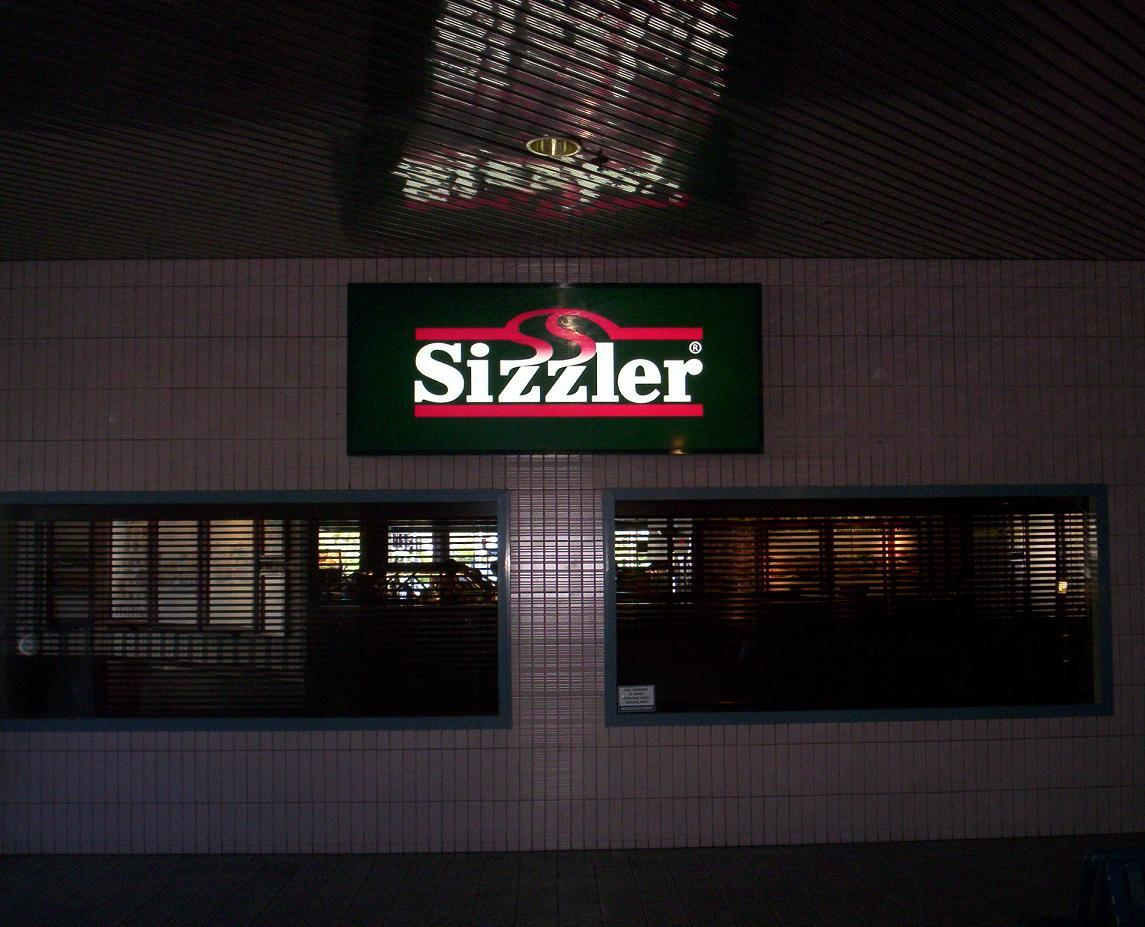
씨즐러

씨즐러(Sizzler)는 미국 캘리포니아주 미션비에호에 본사를 둔 레스토랑 브랜드이다. 이 레스토랑 체인은 1958년에 컬버시티에서 설립되었으며, 현재 전 세계 6개국에 총 200여개의 매장을 운영하고 있다.
대한민국에는 1995년에 들어왔으나, 2013년 12월 27일 이후 18년 만에 모두 철수하였다.